# مارا دفريوإكس
مارا دفريوإكس (بالإنجليزية: Mara Devereux)‏ هي رسامة أمريكية، ولدت في 1932.